# Amine Rehmi
Amine Rehmi (Rotterdam, 1 april 2002) is een Nederlands voetballer van Marokkaanse afkomst die door CD Feirense van Rio Ave FC gehuurd wordt.

## Carrière
Amine Rehmi speelde in de jeugd van Feyenoord, Sparta, BVV Barendrecht en CVV De Jodan Boys. In 2022 speelde hij enkele wedstrijden in het eerste elftal van Jodan Boys. Hierna maakte hij de overstap naar SC Cambuur, waar hij een jaar in het onder-21-elftal speelde. In de zomer van 2023 was hij op proef bij ADO Den Haag, maar enkele dagen later tekende hij een contract voor twee seizoenen bij TOP Oss. Hier debuteerde hij op 11 augustus 2023 in het betaald voetbal, in de met 1-0 verloren uitwedstrijd tegen FC Den Bosch. Hij begon in de basis en werd in de 86e minuut vervangen door Julian Kuijpers. Bij TOP werd Rehmi al snel een vaste waarde. In de met 1-8 verloren thuiswedstrijd tegen zijn oude club Cambuur kreeg hij na een half uur een rode kaart, omdat hij een elleboogstoot uitdeelde aan Sekou Sylla. Hierdoor werd hij drie wedstrijden geschorst. Na een half jaar bij TOP Oss maakte hij een overstap naar het Portugese Rio Ave FC. Deze club huurde hem een half jaar met een verplichte optie tot koop. Het aankoopbedrag van meer dan 400.000 euro maakte dit de recordtransfer van TOP Oss. Bij Rio Ave zat hij eenmaal op de bank bij het eerste elftal, maar debuteerde nog niet. Daarom wordt hij in het seizoen 2024/25 aan CD Feirense verhuurd. Hier scoorde hij op 7 december 2024 tegen FC Penafiel zijn eerste doelpunt in het betaald voetbal.

### Statistieken
| Seizoen                      | Club           | Land           | Competitie      | Competitie | Competitie | Beker | Beker | Totaal | Totaal |
| Seizoen                      | Club           | Land           | Competitie      | Wed.       | Dlp.       | Wed.  | Dlp.  | Wed.   | Dlp.   |
| ---------------------------- | -------------- | -------------- | --------------- | ---------- | ---------- | ----- | ----- | ------ | ------ |
| 2023/24                      | TOP Oss        | Nederland      | Eerste divisie  | 17         | 0          | 1     | 0     | 18     | 0      |
| 2023/24                      | → Rio Ave FC   | Portugal       | Primeira Liga   | 0          | 0          | 0     | 0     | 0      | 0      |
| 2024/25                      | Rio Ave FC     | Portugal       | Primeira Liga   | 0          | 0          | 0     | 0     | 0      | 0      |
| 2024/25                      | → CD Feirense  | Portugal       | Liga Portugal 2 | 10         | 1          | 0     | 0     | 10     | 1      |
| Carrièretotaal               | Carrièretotaal | Carrièretotaal | Carrièretotaal  | 27         | 1          | 1     | 0     | 28     | 1      |
| Bijgewerkt op 5 januari 2025 |                |                |                 |            |            |       |       |        |        |